# اسمورودینوفکا
اسمورودینوفکا (انگلیسی: Smorodinovka) یک شهرک در شهرستان میاکینسکی استان باشقیرستان کشور روسیه است.